# Arne Öhman (bankman)
Carl Arne Öhman, född 5 april 1884 i Helsingfors, död där 14 augusti 1968, var en finländsk bankman.
Öhman som var son till politieborgmästare, statsrådet Elias Öhman och Anni von Fieandt, blev student 1902, juris utriusque kandidat 1911, vicehäradshövding 1914 och juris licentiat 1949. Han var verksam som advokat 1911–1916, direktör vid Lantmannabankens huvudkontor i Helsingfors 1917–1920, vid Ab Unionbankens i Finland huvudkontor i Vasa 1921–1924, biträdande föreståndare för Ab Unionbankens kontor i Vasa 1924–1931, suppleant i Helsingfors Aktiebanks direktion 1931–1933, föreståndare för Nordiska Föreningsbankens notariatavdelning 1934–1953 och direktör för Industri-Hypoteksbanken Ab 1952–1957. 
Öhman var notarie i juridiska fakulteten 1912–1919. Han var ordförande i studentkårens styrelse 1909, i Svenska folkpartiets lokalstyrelse i Helsingfors 1918, medlem av Svenska folkpartiets centralstyrelse 1943–1964, viceordförande 1947–1955 och medlem av Svenska Finlands folkting 1946–1962. Han var medlem av Finlands riksdag 1948–1958, ordförande i bankutskottet 1950–1951, i lagutskottet 1951–1958 samt elektor vid presidentvalen 1950 och 1956. 
Öhman var medlem av stadsfullmäktige i Helsingfors 1917–1919, i Vasa 1924–1931, i Helsingfors 1946–1964 och viceordförande för svenska stadsfullmäktigegruppen 1957–1964. Han var ordförande i stadsfullmäktiges i Helsingfors hyresnämnd 1917–1919, lönenämnd 1919–1920, i brandnämnden i Vasa 1924–1931, i Helsingfors 1944–1953, i Handelsgillet i Helsingfors 1953–1962, i frivilliga brandkåren i Helsingfors 1943–1966, i styrelsen för stiftelsen General Gustaf Mannerheims Nationalfond från 1951 samt i byggnadsstyrelsen för Domus Academica I och II 1946–1947 och 1950–1952. Han blev hedersledamot av Nylands nation 1946, av Sjuksköterskeföreningen i Finland 1956 och av Juridiska föreningen 1962.